# Constantino Paleólogo
Constantino Paleólogo (en griego: Κωνσταντίνος Παλαιολόγος, trans. Kōnstantinos Palaiologos; alrededor de 1230 — 1271) fue un noble bizantino y medio hermano menor del emperador bizantino Miguel VIII Paleólogo. Constantino nació alrededor de 1230, como hijo de Andrónico Paleólogo, gran doméstico del Imperio de Nicea y de su desconocida segunda esposa. Aparece por primera vez a principios de 1258, cuando fue nombrado César por su medio hermano mayor, Miguel VIII. Al año siguiente, también fue nombrado sebastocrátor. Comandó las fuerzas bizantinas en una fracasada campaña contra el Principado latino de Acaya, donde su ejército fue derrotado en la Batalla de Prinitza. Algún tiempo después de regresar de la campaña contra el Principado de Acaya, Constantino se convirtió en un monje con el nombre de Calinico. Murió en 1271.

## Juventud
Era el hijo del gran doméstico del Imperio de Nicea Andrónico Paleólogo con su segundo matrimonio, y medio hermano del futuro emperador bizantino Miguel Paleólogo. Nació alrededor de 1230. Constantino, junto a su otro medio hermano Juan Paleólogo permanecieron al lado de su hermano Miguel (después Miguel VIII), particularmente durante los turbulentos acontecimientos en el verano de 1258. Los jóvenes hermanos, sin haber recibido ningún título nobiliario pero después por deseos de Miguel, se habían unido al grupo alrededor del joven emperador Juan IV Ducas Láscaris y eventualmente a su hermano que había conseguido asumir el poder en el Imperio de Nicea.
Cuando a principios de 1259 Miguel fue coronado emperador, concedió a algunos de sus familiares y colaboradores más cercanos títulos de nobleza. Así, aprovechó la oportunidad para otorgar a Constantino el título de César. Además, deseando fortalecer su posición con matrimonios, el nuevo emperador casó a su medio hermano con Irene, la hija del general Teodoro Branas.

## Carrera militar
En el año de 1259, el recientemente nombrado César y su medio hermano Juan tomaron parte en la batalla de Pelagonia, donde el ejército niceno derrotó al numeroso ejército, pero heterogéneo del príncipe de Acaya, Guillermo II de Villehardouin, el rey de Sicilia Manfredo y el déspota de Epiro Miguel II Comneno Ducas. Este gran éxito y de importancia decisiva fue seguida por nuevos reconocimientos y honores otorgados a los comandantes del ejército niceno. Constantino recibió el título de sebastocrátor, que en la jerarquía de los títulos era el segundo después del emperador. Al mismo tiempo, el título de sebastocrátor también fue otorgado a Constantino Tornicio, pero, según lo mencionado por Jorge Acropolita, el hermano del emperador tenía otro símbolo que lo distinguía: llevaba botas de color azul con el águila imperial, mientras que Tornicio no parece que haya recibido una insignia similar.

Mapa del Peloponeso (Morea) en la Edad Media.

La siguiente mención a Constantino Paleólogo está fechado en el período posterior a la restauración del Imperio bizantino. Según afirma Jorge Paquimeres, Miguel VIII envió a su medio hermano con barcos genoveses a Monemvasia junto con un ejército de mercenarios turcos y bizantinos de Asia Menor. Esta campaña tuvo lugar en 1262 y fue un paso importante en los esfuerzos bizantinos para recuperar el Peloponeso. Junto con Constantino también habían sido enviados el gran doméstico Alejo Files y el parakoimomenos Juan Macreno. El sebastocrátor rápidamente sometió a la población eslava del monte Taigeto, construyó varias fortalezas y asedio Esparta. Después abandonó el sitio y marchó hacía Andravida, la capital del Principado de Acaya. Sin embargo, un ejército latino sorprendió al numeroso ejército de Constantino y lo derrotó. Los restos de su ejército se reunieron en Mistra, donde el sebastocrátor logró reagrupar sus fuerzas.
Después, probablemente en el verano de 1263, Constantino repitió su campaña en el Peloponeso, y trató de ocupar Andravida una vez más. Primero, sitió la fortaleza de Nikli. Sin embargo, los mercenarios turcos de su ejército, que no habían recibido su paga durante varios meses, lo abandonaron y se unieron a Guillermo II de Villehardouin. Constantino se retiró de la campaña y bajo el pretexto de una enfermedad regresó a Constantinopla, abandonando a los comandantes Alejo Files y Juan Macreno. Después que estos dos fueron derrotados y capturados, las operaciones militares bizantinas fueron degradadas en escaramuzas fronterizas.
Las fuentes no mencionan nada sobre la posterior carrera militar de Constantino Paleólogo, aunque se sabe que Manuel Files le dedicó dos poemas. Sin embargo, parece que Constantino murió relativamente joven (1271), como un monje llamado Calinico, y lo mismo fue probablemente con su esposa Irene, que se había convertido en monja y tomado el nombre de María. En el typikon del Monasterio de la Madre de Dios de la Bebaia Elpis («Segura Esperanza»), que fue fundado por su hija Teodora, el día de la conmemoración de Constantino es el 25 de octubre.

## Matrimonio y descendencia
Constantino se casó entre 1259/60 con una mujer llamada Irene Comnena Láscarina Branaina, y con quien parece tuvo cinco hijos.
- Miguel Comneno Branas Paleólogo[3]
- Andrónico Branas Ducas Ángelo Paleólogo[4]
- María Comnena Branaina Láscarina Ducaina Tornicina Paleóloga.[5] Casada con Isaac Comneno Ducas Tornikios.[6]
- Teodora. Se casó con Juan Comneno Ducas Ángelo Sinadeno y tuvo tres hijos. Después se convirtió en monja bajo el nombre de Teódula.
- Smiltsena. Se casó con Smilets de Bulgaria.[7]